# Andrius Giedraitis
Andrius Giedraitis (Marijampolė, 23 de julho de 1973) é um ex-basquetebolista profissional lituano. Durante sua carreira na Seleção Lituana de Basquetebol conquistou nos Jogos Olímpicos de Verão de 2000 em Sydney a Medalha de Bronze.